# Gold (film)
Aur (titlu original: Gold) este un film SF german  din 1934 regizat de Karl Hartl. În rolurile principale joacă actorii Hans Albers și Michael Bohnen.

## Distribuție
Versiunea în limba germană
- Hans Albers ca Werner Holk
- Brigitte Helm ca Florence Wills
- Michael Bohnen ca John Wills
- Lien Deyers ca Margit Möller
- Friedrich Kayßler ca Prof. Achenbach
- Ernst Karchow ca Lüders
- Eberhard Leithoff ca Harris
- Willi Schur ca Pitt
- Hans-Joachim Büttner ca Becker
- Walter Steinbeck ca Brann
- Heinz Wemper ca Vesitsch
- Rudolf Platte ca Schwarz
- Heinz Salfner ca Direktor Sommer
- Erich Haußmann ca Sekretär

Versiunea în limba franceză
- Brigitte Helm ca Florence Wills
- Roger Karl ca John Wills
- Rosine Deréan ca Hélène
- Louis Gauthier ca Lefèvre
- Jacques Dumesnil ca Malescot
- Marc Valbel ca Harris
- Robert Goupil ca Le journaliste
- Pierre Piérade ca un domestique
- Raoul Marco ca O'Kelly